# أليساندرو لوتا
أليساندرو لوتا (بالإيطالية: Alessandro Lotta)‏ هو عازف باس إيطالي، ولد في مارس 1975 في ترييستي في إيطاليا.

## وصلات خارجية
- أليساندرو لوتا على موقع ميوزك برينز (الإنجليزية)
- أليساندرو لوتا على موقع أول ميوزيك (الإنجليزية)
- أليساندرو لوتا على موقع أول ميوزيك (الإنجليزية)
- أليساندرو لوتا على موقع ديسكوغز (الإنجليزية)